# Triumph (Schiff, 1904)
HMS Triumph war ein Schlachtschiff (Einheitslinienschiff) der Swiftsure-Klasse, das Anfang des 20. Jahrhunderts für die chilenische Marine unter dem Namen Libertad bei Vickers in Barrow-in-Furness gebaut wurde. Im Dezember 1903 wurde das Schiff von der Royal Navy erworben und als Triumph in Dienst gestellt. Ab 1913 war die Triumph der China Station zugeteilt. Sie war 1914 an der Belagerung von Tsingtau beteiligt. Anschließend nahm sie am Kampf gegen das Osmanische Reich während der Schlacht um Gallipoli teil und wurde am 25. Mai 1915 am Kap Helles durch das deutsche U-Boot U 21 versenkt.

## Geschichte
Das Schiff wurde am 26. Februar 1902 bei Vickers in Barrow-in-Furness auf Kiel gelegt und am 15. Januar 1903 als Libertad vom Stapel gelassen. Nachdem die Royal Navy das noch unfertige Schiff am 3. Dezember 1903 über die Handelsbank Antony Gibbs & Sons erworben hatte, wurde es im Juni 1904 fertiggestellt, in Triumph umbenannt und am 21. Juni 1904 in Chatham für den Einsatz in der Home Fleet in Dienst gestellt. Am 17. September 1904 wurde die Triumph leicht beschädigt, als sie von der Siren vor Pembroke Dock gerammt wurde. Am 3. Juni 1905 kollidierte sie mit ihrem Schwesterschiff Swiftsure; dabei wurde ihr Bug beschädigt. Im Oktober 1908 wurde sie in Chatham überholt und am 6. April 1909 der Mittelmeerflotte zugeteilt. Im Mai 1912 kehrte sie in die Heimat zurück und wurde erneut der Home Fleet zugewiesen. Am 28. August 1913 wurde die Triumph zur China Station beordert; dort wurde sie bis zum Kriegsbeginn im August 1914 der Reserve in Hongkong zugewiesen.

### Erster Weltkrieg
Mit Beginn des Krieges wurde die Triumph mit den Besatzungen ausgemusterter Flusskanonenboote wieder in Dienst gestellt, ergänzt durch zwei Offiziere, 100 Matrosen und sechs Meldegänger von der Duke of Cornwall's Light Infantry. Anfang August 1914 nahm die Triumph an Operationen vor der deutschen Kolonie Tsingtao (China) teil. Am 21. August konnte die Triumph zusammen mit dem französischen Kreuzer Dupleix die deutschen Handelsschiffe Senegambia, C. Ferd Laeiz und Frisia aufbringen.

#### Belagerung von Tsingtau
Am 23. August 1914 wurde sie der Zweiten Flotte der Kaiserlich Japanischen Marine unterstellt und nahm am Einsatz gegen die deutsche Kolonie in Tsingtao teil. Dort eskortierte sie Konvois und nahm an mehreren Beschießungen deutscher Stellungen teil. Nach der Besetzung Tsingtaus durch die Japaner am 7. November kehrte die Triumph nach Hongkong zurück, wo sie überholt wurde.
Nach der Überholung am 12. Januar 1915 verließ die Triumph Hongkong mit Richtung Mittelmeer; sie erreichte ihr neues Einsatzgebiet am 7. Februar 1915 in Sues, von wo sie weiter zu den Dardanellen verlegen sollte.

#### Gallipoli
Vom 18. bis 19. Februar 1915 beteiligte sie sich an Angriffen auf die Forts am Eingang der Meeresenge, die sich nördlich am Kap Helles und südlich am Ufer bei Kum Kale befanden. Am 25. Februar griff sie im Verbund mit der Albion und der Cornwallis erneut an, und die Schiffe konnten beide Befestigungen außer Gefecht setzen. Am Tag darauf führte sie erste Angriffe auf die inneren Verteidigungsanlagen aus und war zusammen mit der Albion und der Majestic eines der ersten alliierten Schiffe, die in die Meerenge einliefen. Nach einem Einsatz gegen das Fort Dardanos am 2. März wurde sie zu einem Angriff auf die Forts bei Smyrna entsandt, da die Alliierten erwogen, die Hafenstadt zu erobern und als Stützpunkt zu nutzen. Am 18. März nahm die Triumph am Hauptangriff teil und beschoss am 15. April erstmals Stellungen der Osmanen bei Achi Baba. Am 18. April versenkte sie zusammen mit der Majestic das tags zuvor auf Grund gelaufene britische U-Boot E15, um zu verhindern, dass es dem Feind in die Hände fiel. Am 25. April 1915 unterstützte sie die ANZAC-Truppen bei deren Landung am Kap Helles.

### Versenkung
Am 25. Mai 1915 befand sich das Schiff erneut am Kap Helles. Gegen 12.30 Uhr wurde an Steuerbord querab in ca. 400 m Entfernung ein Periskop entdeckt. Sofort wurde das Feuer auf das U-Boot, bei dem es sich um U 21 unter dem Kommando von Kapitänleutnant Otto Hersing handelte, eröffnet. Doch U 21 hatte bereits einen Torpedo abgefeuert, der das Schiff an Steuerbord auf Höhe das 2. Kesselraums traf. Nach einer gewaltigen Explosion krängte die Triumph 10° nach Steuerbord. Nach fünf Minuten erhöhte sich die Schlagseite auf 30°. Nachdem das Kommando Alle Mann von Bord gegeben wurde und ein Großteil der Mannschaft durch den Zerstörer Chelmer gerettet wurde, begann das Schiff zehn Minuten später zu kentern und blieb noch weitere 30 Minuten kieloben liegen, bevor es im 50 m tiefen Wasser versank. Dabei starben drei Offiziere und 75 Matrosen. Bei der gerichtlichen Untersuchung wurde der Verlust des Schiffes auf zwei Ursachen zurückgeführt: Das völlige Versagen der Torpedoschutznetze und ein unzureichender Schutz durch Zerstörer. Daher wurden weder der Kapitän noch die Offiziere verurteilt.

## Technik

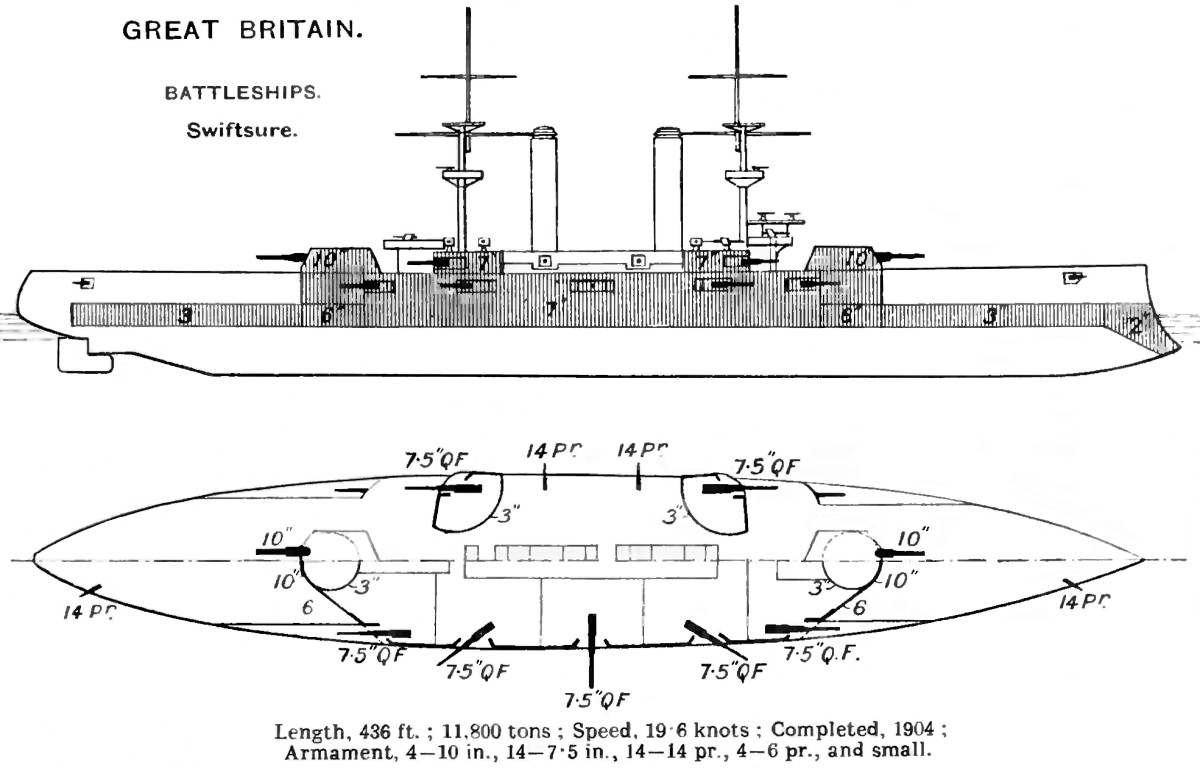
Seitenriss und Decksplan aus Brassey's Naval Annual 1915

Die Triumph hatte eine Gesamtlänge von 145 m, eine Breite von 21,70 m und einen Tiefgang von 7,50 m. Die Verdrängung lag zwischen 12.177 t und 13.858 t 1906 zählte die Besatzung 729 Offiziere und Mannschaften.

### Antrieb
Die Triumph war mit zwei 4-Zylinder-Verbunddampfmaschinen ausgestattet, die jeweils eine Welle antrieben und insgesamt 12.500 Shp (9.194 kW) entwickelten, mit der sie eine Höchstgeschwindigkeit von 19 Knoten (35 km/h) erreichte. Der Dampf wurde von zwölf Yarrow-Wasserrohrkesseln geliefert. Das Schiff konnte maximal 2.081 t Kohle mitführen, was ihm bei 10 Knoten (19 km/h) eine Reichweite von 6210 Seemeilen (11500 km) ermöglichte.

### Bewaffnung
Die Hauptbewaffnung bestand aus vier 254-mm-Geschützen in zwei Zwillingsgeschütztürmen je einem vor und hinter den Aufbauten. Die 254-mm-Geschütze waren auf Mk-BV-Lafetten mit einem Seitenrichtbereich von −150 bis +150 Grad montiert. Die Kanonen selbst wogen 31,5 t und hatten bei einer maximalen Elevation von 13,5° und einer Mündungsgeschwindigkeit von 810 m/s eine Reichweite von 13.530 m. Sie verschossen 227 kg schwere Granaten mit einer Kadenz von ca. 2 Schuss pro Minute. Die Sekundärbewaffnung bestand aus vierzehn 191-mm-Geschützen, von denen zehn in einer zentralen Batterie auf dem Hauptdeck zusammengefasst waren. Die anderen vier befanden sich in Kasematten neben dem Vor- und Großmast auf dem Oberdeck. Die Geschütze befanden sich auf Mk-IV-Einzellafetten mit einem Seitenrichtbereich von −80 bis +80°. Sie hatten bei einer maximalen Elevation von +15° und bei einer Mündungsgeschwindigkeit von 862 m/s eine Reichweite von 13.100 m. Sie verschossen 91 kg schwere Granaten mit einer Kadenz von 5 bis 6 Schuss pro Minute. Zum Schutz gegen Torpedoboote war das Schiff mit vierzehn 76-mm-Schnellfeuerkanonen ausgestattet. Außerdem hatte das Schiff zwei 450-mm-Unterwasser-Torpedorohre, eins auf jeder Breitseite. Der Munitionsvorrat für die 254-mm-Geschütze betrug 216 panzerbrechende Granaten, davon 126 (AP shot capped), und 144 nicht panzerbrechende Granaten. Für die 191-mm-Kanonen standen 1260 panzerbrechende Granaten, davon 525 (AP shot capped), und 840 nicht panzerbrechende Granaten zur Verfügung.

### Panzerung
Das Schiff hatte einen Panzergürtel aus Krupp-Zementstahl. Er erstreckte sich vom Bug bis zum Ruder achtern. Mittschiffs war er 178 mm dick und verjüngte sich nach vorn und achtern auf 76. Am Bug schütze er den Rammdorn und nach achtern schloss er mit einem 152-mm-Querschott ab. Der obere Plankengang war mittschiffs ebenfalls 177 mm dick und verlief zwischen Ober- und Hauptdeck von der vorderen Barbette bis zur hinteren Barbette. Die 152-mm-Schotten verliefen schräg nach innen von den vorderen und hinteren Enden der Seitenpanzerung der Batterie zu den Außenflächen der Barbetten. Innerhalb der Batterie waren in Längsrichtung 25-mm-Schutzschilde entlang der Mittellinie und drei Querschilde zwischen den Geschützen angebracht
Die Kasematten des Oberdecks waren ebenfalls durch 178 mm an der Front und an den Seiten sowie durch 76 mm Panzerung an der Rückseite geschützt. Die Geschütztürme waren an der Front 229 mm und an den Seiten 203 mm dick. Ihre Dächer waren 50 mm dick und die Visierhaube, die die Kanoniere schützte, war 38 mm dick. Oberhalb des Oberdecks waren die Barbetten an der Front mit 254 mm und auf der Rückseite mit 203 mm Panzerung geschützt. Die Panzerung des Kommandoturms war an der Vorderseite 279 mm und an der Rückseite 203 mm stark. Die Deckspanzerung innerhalb der zentralen Zitadelle war zwischen 25 und 38 mm dick. Außerhalb der Zitadelle war das Unterdeck 76 mm dick und verlief schräg zur Unterseite der Gürtelpanzerung.